# Adenauerallee 7 (Bonn)

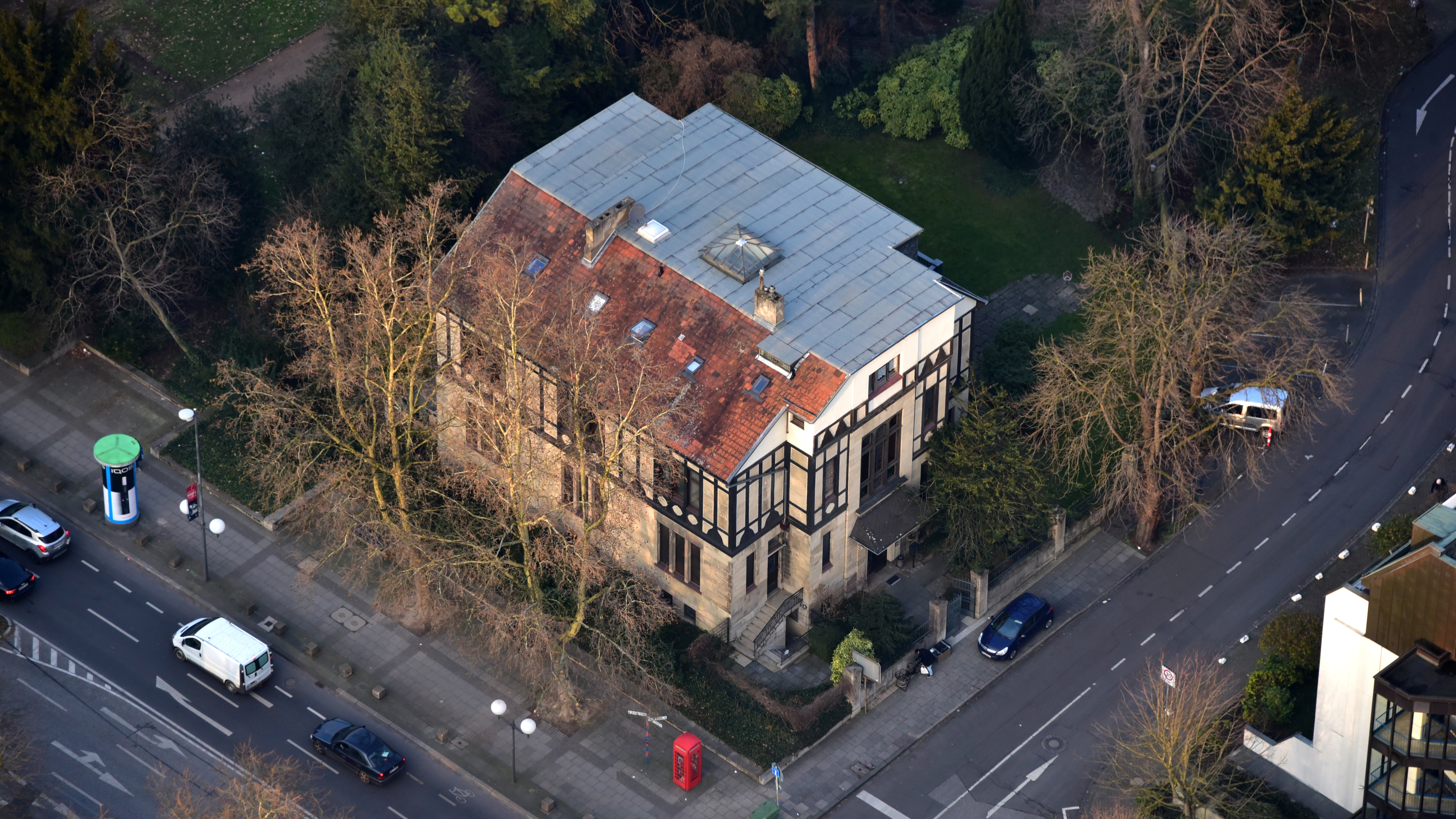
Adenauerallee 7, Luftaufnahme (2018)

Das Gebäude Adenauerallee 7 ist eine Villa im Bonner Ortsteil Südstadt, die 1906/07 errichtet wurde. Sie liegt an der Ostseite der Adenauerallee (B 9) am Rande des Stadtgartens. Die Villa steht als Baudenkmal unter Denkmalschutz und wird heute als Bürogebäude genutzt.

## Geschichte

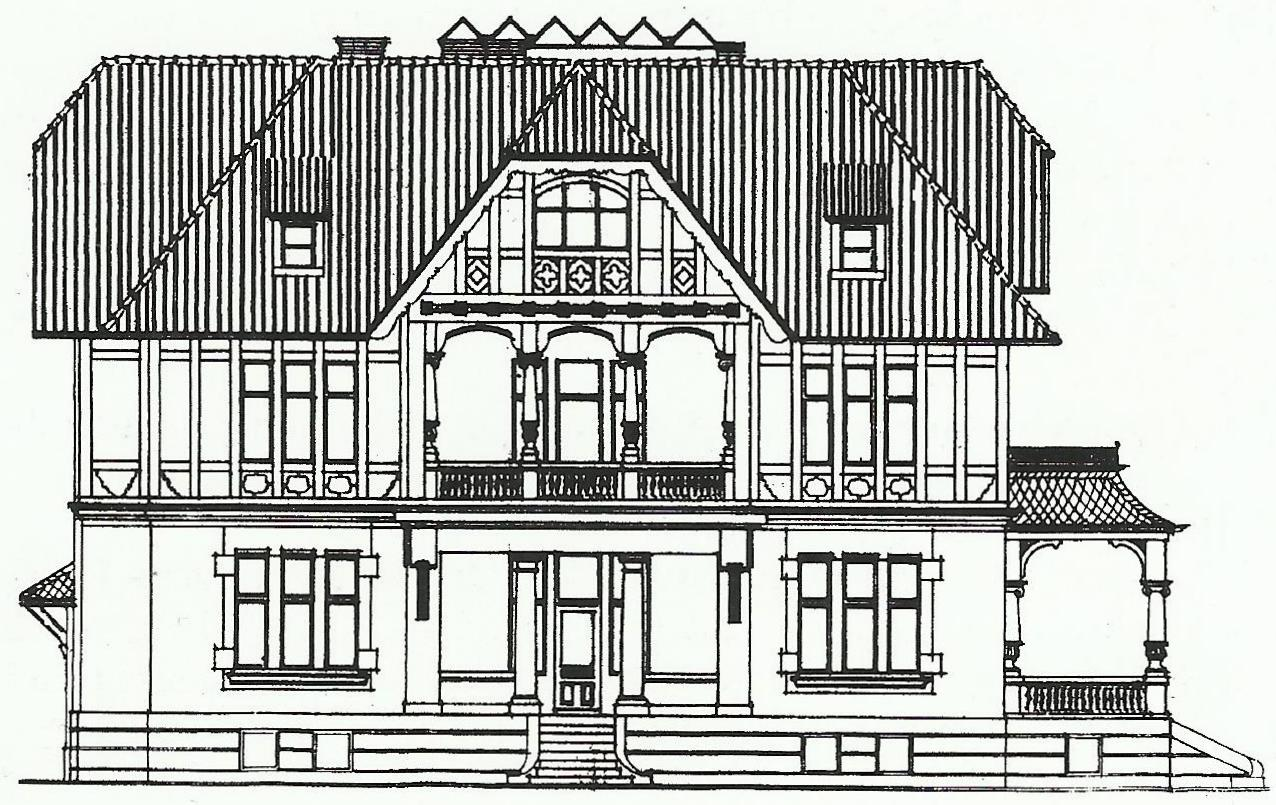
Entwurf, Aufriss der Rheinfront (1900)

Die Villa entstand für den Bauherrn Gustav Ebbinghaus, damals Kurator der Universität Bonn, nach einem Entwurf des Berliner Architekturbüros Kayser & von Großheim, als deren lokaler Vertreter der Architekt Heinrich Rings auftrat. Ebbinghaus hatte 1905 von den Hoteliers Hubert und Jakob Eller fünf Häuser samt Nebengebäuden, davon drei Villen bis zuletzt als „Hotel Kley“ und zwei Wohnhäuser von den Hoteliers privat genutzt, vor dem Koblenzer Tor an der damaligen Coblenzerstraße (Nr. 1–7) mit einem 16.496 m² großen Grundstück auf Abriss gekauft. Er ließ dort zwei Villen errichten, eine für sich selbst (Coblenzerstraße 5) und die andere als Mietobjekt für die Rentnerin Engel (Coblenzerstraße 7). Auf den Bauantrag vom 20. Januar 1906 hin wurde am 1. März 1906 die Baugenehmigung für beide Villen einschließlich Nebengebäuden erteilt. Am 23. Oktober 1906 erfolgte die Rohbauabnahme und am 6. September 1907 oder kurz davor die Gebrauchsabnahme. Zugleich mit den beiden Villen wurde auch ein Gartenpavillon am Rhein errichtet.
Anfang der 1920er-Jahre wurden beide von Ebbinghaus errichteten Villen von der französischen Besatzungsmacht beschlagnahmt (Stand: 1924), anschließend fielen sie in den Besitz der Stadt Bonn (Stand: 1926). Während das Haus Nr. 5 nun als „Stadtgartengebäude“ diente, beheimatete das Haus Nr. 7 ein naturkundliches Heimatmuseum mitsamt Verwalterwohnungen (Stand: 1929). Das Museum bestand nur bis Mitte der 1930er-Jahre, sodass die Villa fortan ausschließlich als Wohngebäude genutzt wurde. Gegen Ende des Zweiten Weltkriegs führte der verheerendste der Bombenangriffe auf Bonn im alliierten Luftkrieg am 18. Oktober 1944 zu schweren Beschädigungen an beiden Villen. Während das vormalige Stadtgartengebäude so weit zerstört wurde, dass die Ruinen wenige Jahre später von selbst einstürzten, war die heutige Villa Adenauerallee 7 nur im Dachbereich betroffen. Ihr Dachstuhl brannte komplett aus, der Südgiebel blieb jedoch erhalten.
Nachdem das benachbarte Hotel Royal die Villa erworben hatte, wurde in Folge eines Bauantrags vom 22. Dezember 1945 nach Plänen des ortsansässigen Architekten Karl Oldag ein Notdach aufgesetzt, um im Dachgeschoss eine kleine Wohnung, Personalräume und drei Gästekammern einzurichten. Auch das erste Obergeschoss nahm Hotelräume auf. Das Haus führte dabei den Namen Grand Hotel Royal. Ab Ende der 1950er-Jahre nutzte die Stadt Bonn als Eigentümerin die Villa zeitweise in Teilen selbst als Sitz des Verkehrsamtes (Stand: 1965–67) und vermietete sie oder stellte sie verschiedenen Vereinen und Organisationen wie dem Institut für Mittelstandsforschung (Stand: 1958–75), dem Verschönerungsverein für das Siebengebirge (Stand: 1967–75), dem Bonner Kunstverein (Stand: 1981) und dem Deutschen Kulturrat (Stand: 1989) sowie dem Projekt "Bonn 2000" zur Verfügung. Längster Nutzer seit Ende der 1970er-Jahre ist der „Oxford-Club Bonn“, ein Verein zur Förderung der Städtepartnerschaft zwischen Bonn und Oxford. Darüber hinaus beheimatet die Villa heute auch die „Akademie für Internationale Bildung“ (AIB) mit Büro- und Schulungsflächen und einer Wohnung für Dozenten. Im Oktober 2010 wurde die Villa letztlich an einen Rechtsanwalt verkauft, bleibt jedoch voraussichtlich bis mindestens 2022 an die bisherigen Nutzer vermietet.
Die Eintragung der Villa in die Denkmalliste der Stadt Bonn erfolgte am 16. Dezember 1996.